# Oreochromis aureus
Oreochromis aureus es una especie de peces de la familia Cichlidae en el orden de los Perciformes.

## Morfología
Los machos pueden llegar alcanzar los 45,7 cm de longitud total.

## Distribución geográfica
Se encuentra en el valle del río Jordán, en el río Nilo, en el Chad,  río Níger y el río Senegal. Ha sido introducido en el oasis de Azraq (Jordania), los Estados Unidos, Sudamérica, América Central y sureste de Asia.